# Scolelepis
Cet article concerne les vers marins anciennement appelés Nerine. Pour les plantes, voir Nerine.
Genre
Scolelepis est un genre de vers annélides polychètes sédentaires de la famille des Spionidae. Il était anciennement appelé Nerine. 

## Liste de sous-genres
Selon Catalogue of Life (6 janvier 2021) :
- sous-genre Scolelepis (Parascolelepis)
- sous-genre Scolelepis (Scolelepis)

## Liste d'espèces
Selon NCBI (6 janvier 2021) :
- Scolelepis acuta
- Scolelepis bonnieri
- Scolelepis chilensis
- Scolelepis cirratulus
- Scolelepis daphoinos
- Scolelepis eltaninae
- Scolelepis foliosa
- Scolelepis goodbodyi
- Scolelepis kudenovi
- Scolelepis mesnili
- Scolelepis neglecta
- Scolelepis squamata

Selon ITIS (15 mars 2012) :
- Scolelepis acuta
- Scolelepis alaskensis
- Scolelepis bonnieri
- Scolelepis bousfieldi
- Scolelepis cantabra (Rioja, 1918)
- Scolelepis ciliatus
- Scolelepis cirratulus
- Scolelepis foliosa
- Scolelepis fulginosa
- Scolelepis girardi
- Scolelepis mesnili (Bellan & Lagardere, 1971)
- Scolelepis papillosa
- Scolelepis perrieri
- Scolelepis squamata (O. F. Müller, 1806)
- Scolelepis texana
- Scolelepis tridentata

Selon Catalogue of Life (15 mars 2012) :
- Scolelepis acuta
- Scolelepis aitutakii
- Scolelepis alaskensis
- Scolelepis anakenae
- Scolelepis antipoda
- Scolelepis balihaiensis
- Scolelepis bifida
- Scolelepis blakei
- Scolelepis blakei
- Scolelepis bonnieri
- Scolelepis bousfieldi
- Scolelepis branchia
- Scolelepis brevibranchia
- Scolelepis bullibranchia
- Scolelepis burkovskii
- Scolelepis cantabra
- Scolelepis carrascoi
- Scolelepis carunculata
- Scolelepis ciliata
- Scolelepis crenulata
- Scolelepis denmarkensis
- Scolelepis dicha
- Scolelepis edmondsi
- Scolelepis foliosa
- Scolelepis foliosus
- Scolelepis geniculata
- Scolelepis girardi
- Scolelepis hutchingsae
- Scolelepis knightjonesi
- Scolelepis korsuni
- Scolelepis kudenovi
- Scolelepis laciniata
- Scolelepis lamellata
- Scolelepis lamellicincta
- Scolelepis laonicola
- Scolelepis lefebrei
- Scolelepis lefebvrei
- Scolelepis lingulata
- Scolelepis longirostris
- Scolelepis magnus
- Scolelepis marionis
- Scolelepis matsugae
- Scolelepis melasma
- Scolelepis melasma
- Scolelepis mesnili
- Scolelepis murmanica
- Scolelepis occipitalis
- Scolelepis oligobranchia
- Scolelepis perrieri
- Scolelepis pettiboneae
- Scolelepis phyllobranchia
- Scolelepis planata
- Scolelepis precirriseta
- Scolelepis quadridentata
- Scolelepis sagittaria
- Scolelepis squamata
- Scolelepis squamatus
- Scolelepis texana
- Scolelepis texana
- Scolelepis towra
- Scolelepis tridentata
- Scolelepis variegata
- Scolelepis vazaha
- Scolelepis victoriensis
- Scolelepis viridis
- Scolelepis vulgaris
- Scolelepis westoni
- Scolelepis williamsi